# Rosa Vertner Jeffrey
Rosa Vertner Jeffrey (Rosa Vertner Griffith Johnson Jeffrey, ur. 1828, zm. 1894) – prozaiczka i poetka amerykańska. W wieku 15 lat napisała Legend of the Opal. W 1858 ukazał się jej zbiór zatytułowany po prostu Poems. Wydała też Daisy Dare and Baby Power (1871) i The Crimson Hand, and Other Poems (1881). Oprócz tego opublikowała powieść Marsh (1884).